# BitComet
BitComet és un programa traduït al català, d'igual a igual (P2P) que es basa en el sistema torrent per a intercanviar arxius amb altres usuaris.
La diferència respecte d'altres programes com l'eMule o l'Ares és que tot és gestionat pel mateix "tracker" i permet una amplada de banda més alta. En canvi, no té un cercador propi, sinó que cal utilitzar pàgines web externes per a buscar un arxiu .torrent i, un cop descarregat, obrir-lo amb el programa BitComet.